# Serie 1020 de CP
La serie 1020 es un tipo de locomotora al servicio de la empresa pública que gestiona el transporte ferroviario en Portugal - CP (Comboios de Portugal).

## Características técnicas

### Informaciones diversas
Año de entrada en servicio: 1968
Tipo de transmisión: Eléctrica
Naturaleza do servicio: Maniobras
Ancho de via: 1668 mm
Licencia de construcción:

### Constructores/fabricantes
Partes mecánicas: Gaston - Moyse
Motores de tracción: Deutz
Transmisión: Gaston - Moyse
Freno: Westinghouse Air Brake Company
Lubrificadores de verdugos: no tiene
Registador de velocidad: No tiene
Transmisión de movimiento: Gaston - Moyse
Equipamiento de aporte eléctrico: No tiene
Sistema de hombre muerto: No tiene

### Características generales
Tipo da locomotora (constructor): B S 600D
Potencia nominal (ruedas): 425 Cv
Disposición de los ejes: B
Diámetro de ruedas (nuevas): 1050 mm
Número de cabinas de conducción: 1
Freno neumático: Vacío de Compresión
Areneros (número): 4

### Características de funcionamiento
Velocidad máxima: 65 km/h
Esfuerzo de tracción:
- En el arranque: 9 720 kg (U=0,25)
- En el régimen continuo: 9 720 kg
- Velocidad correspondiente al régimen continuo: 12 km/h
- Esfuerzo de tracción a velocidad máxima: 1 750 kg

Freno dinámico:
- Esfuerzo máximo de las ruedas: No tiene
- Velocidad correspondiente: No tiene

### Pesos
Pesos (aprovisionamientos) (T):
- Combustible: 0,751
- Aceite del diésel: 0,063
- Agua de refrigeración: 0,180
- Arena: 0,630
- Personal y herramientas: 0,200
- Total: 1 824

Pesos (total) (T):
- Peso en tara: 34,20
- Peso en orden de marcha: 36
- Peso aderente: 36

### Motor diésel de tracción
Cantidad: 1
Tipo: BF 12M 716
Número de tiempos: 4
Disposición y número de cilindros: 12 V
Diámetro y curso: 135 x 160 mm
Cilindrada total: 27, 51 I
Sobrealimentación: Si
Potencia nominal (U. I. C.): 625 Cv
Velocidad nominal: 1800 rpm
Potencia de utilización: 625 Cv

### Transmisión de movimiento
Tipo: 2 - Generadores CC; 1 - Acoplamiento Hidráulico; 4 - Motores de Tracción
Características esenciales: Transmisión por Corriente; Relación final de transmisión: 8,72